# Maisoncelle (Luxemburg)
Maisoncelle is een gehucht in de gemeente Léglise in de Belgische provincie Luxemburg. Tot de gemeentelijke herindeling van 1977 viel de plaats onder de gemeente Ébly.
Het gehucht gelegen langs een lokale weg bestaat uit Ardense huizen, en is ontstaan op een aftakking op de verbindingsweg tussen de tegenwoordig als N825 aangeduide steenweg in het zuiden en het dorpscentrum van Ébly in het noordoosten.
Direct ten noorden van het gehucht bevindt zich een 25,28 ha groot natuurreservaat, het Réserve RNOB de Maisoncelle, gelegen in de vallei gevormd door de Rau de Maisoncelle, een klein beekje dat uitmondt in de Sûre. Het reservaat, in Wallonië erkend als Site de Grand Intérêt Biologique (SGIB) bestaat uit een open vallei met een afwisseling van harsrijke bossen en weiden. De natte bodem omvat moerasspirea's en gewone engelwortel, veenpluis, wateraardbei en waterdrieblad evenals veldrus. Meerdere plekken bezaaid met brede orchis en een hybride kruising van brede en gevlekte orchis kunnen worden waargenomen. qua fauna komt de klapekster, de bosrietzanger en de rietgors regelmatig voor in de vallei. Voor en tot 1996 werden voorkomens van het paapje gerapporteerd in het natuurreservaat.
Zo'n anderhalve kilometer ten noordwesten van Maisoncelle werd in 1989 het knooppunt Neufchâteau in gebruik genomen, waar toen het pas aangelengde meest zuidelijke segment van de A26/E25 aansloot op de A4/E411.
Deelgemeenten: Assenois · Ébly · Léglise · Mellier · Witry

Overige dorpen: Behême · Bernimont · Bombois · Burnaimont · Chêne · Chevaudos · Gennevaux · Habaru · Lavaux · Les Fossés · Louftémont · Maisoncelle · Narcimont · Naleumont · Nivelet · Rancimont · Thibessart · Traimont · Vaux-lez-Chêne · Vlessart · Volaiville · Winville · Witimont

Belgische gemeenten · Arrondissement Neufchâteau · Luxemburg · Wallonië